# جوليان مكمان
جوليان دانا وليم مكمان (بالإنجليزية: Julian McMahon) (27 يوليو 1968 - 2 يوليو 2025)، هو مُمثل أسترالي وعارض أزياء سابق. معروف أكثر من خلال لعبه لأدوار كل من: كول تيرنر في المسلسل الشهير تشارمد على قناة ذا دبليو بي، ودور زير النساء د. كريستيان تروي في مسلسل نب/تك الحائز على جائزة إيمي وغولدن غلوب، ودور دكتور دووم في فيلم فانتاستيك فور و فيلم فانتاستيك فور: رايس أوف ذا سيلفر سورفر.

## النشأة
ولد مكمان في مدينة سيدني، بولاية نيوساوث ويلز بأستراليا وهو ثاني ثلاثة أطفال. والده هو وليم "بيلي" مكمان عضو البرلمان الأسترالي ورئيس الوزراء السابق وأمه هي سونيا مكمان وهي عارضة أزياء سابقة.ميلندا وشقيقته الصغرى اسمها ديبورا. مكمان من أصول أيرلندية.
درس مكمان في مدرسة سيدني غرامر، وهي مدرسة أولاد خاصة.[بحاجة لمصدر] ودرس القانون لفترة بسيطة في جامعة سيدني والاقتصاد في جامعة ولونغونغ،[بحاجة لمصدر] لكنه ترك كل هذا وبدأ مسيرة ناجحة في عالم عرض الأزياء. وبسبب هذا، أصبح معروفًا في عواصم الأزياء ميلانو، ومدينة نيويورك، وروما، وباريس.[بحاجة لمصدر]

## المسيرة
بالإضافة إلى مسيرته كعارض أزياء وظهوره في إعلان جينز ل ليفي شتراوس بدأ مكمان بالتمثيل في المسلسل الأسترالي هوم أند أواي. حيث لعب دور العقيد بن لوسيني خلال السنوات 1989-1991. لاحقًا انتقل إلى الولايات المتحدة وبدأ دروسًا في الصوت لكي يتخلص من لكنته الأسترالية.
ثم ظهر في فيلم ويت أند وايلد سمر! (المعروف أيضًا باسم إكسشاينج لايفغاردز) غي عام 1992. بعد هذا ظهر في أغنيتين مصورتين هما «ذيس إز إت» عام 1993 لزوجته المستقبلية داني مينوغ، و «ذيس إز ذا واي». أول أدوار مكمان في التلفاز الأمريكي كان في المسلسل التلفزيوني أنذر وورلد عندما لعب دور لان راين منذ عام 1993 وحتى عام 1995. كما لعب دور د. مايكل والش في فيلم ماغينتا عام 1996. ولعب دور الشريف هايز في مسلسل إن كوايت نايت (المعروف أيضًا باسم يو بيلونغ تو مي فور إيفر) عام 1998. ولعب دور جورج سيماين في مسلسل تشايسنغ سليب عام 2000 ولعب دور ديفيد كاميرون في الفيلم تلفزيوني أنذر داي عام 2001.
لعب مكمان دور البطولة في المواسم الأربعة على قناة إن بي سي دراما في مسلسل بروفايلر منذ عام 1996 وحتى عام 2000 عندما لعب دور العميل جون غرانت. بعد هذا، أنضم مكمان إلى المسلسل المعروف تشارمد على قناة ذا دبليو بي ولعب دور الشرير المتناقض النصف إنسان والنصف شيطان كول تيرنر منذ عام 2000 وحتى عام 2003. وعاد لحلقة واحدة عام 2005. وبعد تشارمد، لعب مكمان دور زير النساء جراح التجميل د. كريستيان تروي في مسلسل نب/تك على شبكة قنوات إف إكس. تم ترشيحه لنيل جائزة غولدن غلوب عن فئة «أفضل ممثل في مسلسل تلفزيوني درامية» عام 2005 نتيجة لدوره في المسلسل.
أثناء تلك الفترة، لعب مكمان دور الشرير الخارق دكتور دووم في في فيلم فانتاستيك فور وفي سلسلة الكتب الهزلية المقتبسة عن الفيلم. الفيلم كان ناجحًا وكرر مكمان دوره ك دكتور دووم في تكملة الفيلم عام 2007.
ظهر مكمان جنبًا إلى جنب مع الممثلة ساندرا بولوك في فيلم  بريمينشين. شارك مكمان مع ميلا جوفوفيتش في بطولة فيلم فيسيس إن ذا كراود عام 2011.

## الحياة الشخصية
في عام 1994، تزوج مكمان من الممثلة والمغنية الأسترالية داني مينوغ. غير أنهما إنفصلا بعد سنة واحدة.
مكمان له ابنه هي ماديسون من زوجته السابقة بروك بيرنز.

## وصلات خارجية
- جوليان مكمان على موقع IMDb (الإنجليزية)
- جوليان مكمان على موقع روتن توميتوز (الإنجليزية)
- جوليان مكمان على موقع ألو سيني (الفرنسية)
- جوليان مكمان على موقع أول موفي (الإنجليزية)
- جوليان مكمان على موقع قاعدة بيانات الأفلام السويدية (السويدية)
- جوليان مكمان على موقع إن إن دي بي (الإنجليزية)
- جوليان مكمان على موقع قاعدة بيانات الفيلم (الإنجليزية)
- جوليان مكمان على موقع كينوبويسك (الروسية)